# Comuna Horobiivka, Skvîra
Horobiivka (în ucraineană Горобіївка) este o comună în raionul Skvîra, regiunea Kiev, Ucraina, formată din satele Horobiivka (reședința) și Lavrîkî.

## Demografie
Componența lingvistică a comunei Horobiivka
     Ucraineană (98,13%)
     Rusă (1,6%)
     Alte limbi (0,28%)
Conform recensământului din 2001, majoritatea populației comunei Horobiivka era vorbitoare de ucraineană (98,13%), existând în minoritate și vorbitori de rusă (1,6%).